# Hipótesis de Farrer

La hipótesis de Farrer sugiere que el Evangelio de Marcos fue escrito primero. El Evangelio de Mateo fue escrito usando Marcos como fuente. Luego, el Evangelio de Lucas fue escrito utilizando tanto Marcos y Mateo.

La teoría de Farrer (también llamada hipótesis Farrer–Goulder e hipótesis Farrer–Goulder–Goodacre) es una posible solución al problema sinóptico. La teoría postula que el Evangelio de Marcos fue escrito primero, seguido por el Evangelio de Mateo y luego por el Evangelio de Lucas. 
Principalmente ha sido defendida por los eruditos bíblicos de habla inglesa. Es llamada así por Austin Farrer, quien escribió On Dispensing With Q [Sobre prescindir de Q] en 1955, pero ha sido recogida por otros estudiosos como Michael Goulder y Mark Goodacre.

## Generalidades
La teoría de Farrer tiene la ventaja de la simplicidad, ya que no hay necesidad de fuentes hipotéticas creadas por académicos. En cambio, los defensores de la teoría de Farrer argumentan que el Evangelio de Marcos fue utilizado como material de fuente por el autor de Mateo. Por último, Lucas utiliza tanto de los evangelios anteriores como fuentes de su Evangelio.
Farrer expuso su argumento en su ensayo On Dispensing With Q. Él afirma que la hipótesis de las dos fuentes, según lo establecido por el Dr. B. H. Streeter treinta años antes, «en su totalidad depende de la inverosimilitud [es decir, no creer] que San Lucas pudo haber leído el libro de San Mateo», ya que de lo contrario la suposición natural sería que uno dependiera del otro, en lugar de que ambos fueran dependientes de una fuente adicional. Esta hipótesis podría ser desplazada mediante, por ejemplo, la identificación del material que aparece en Mateo y Lucas, muy diferente de cualquiera de ellos, que cuando se extrae, parece ser un trabajo en sí mismo, con un principio, nudo y final. Ninguno de estos factores se encuentran en Q, según lo reconstruido por los estudiosos. También dice (escrito antes de la publicación del Evangelio de Tomás) que «no tenemos ninguna razón para creer que los documentos de tipo Q eran abundantes», lo que habría hecho más probable la hipótesis de que Mateo y Lucas se basaron en uno así.
Tampoco es obvio, señala Farrer, que fuera probable que un libro como Q fuera producido como un manual escrito de la enseñanza de Cristo, ya que una reconstrucción requeriría tener también elementos narrativos significativos intercalados con la enseñanza, y tener un interés por el simbolismo del Antiguo Testamento.

## Argumentos a favor y en contra

### Los 5 argumentos en contra formulados por Streeter
Cinco argumentos son dados por Streeter sobre la imposibilidad de que Lucas dependa de Mateo.
1. El primero es que él no habría omitido algunos de los textos de Mateo como hizo, porque son tan sorprendentes. Farrer responde que fueron omitidos debido a que no se ajustan al «edificio» que Lucas construye.
2. El segundo es que Lucas a veces conserva una versión más primitiva de un texto que también se encuentra en Mateo. Farrer responde que esto depende de ser capaz de identificar el texto más «primitivo»; por ejemplo, «Bienaventurados los pobres en espíritu» se adapta a la teología de Mateo, pero sería natural para Lucas omitir «espíritu» para adaptarse a su preocupación por los pobres.
3. El tercero es que Lucas sigue el orden de Marcos, pero no hace lo mismo con Mateo. Farrer pregunta, en respuesta: «¿Es sorprendente que pusiese su plan sobre cimientos de Marcos, y los materiales de una cantera de San Mateo para construir su casa?».
4. El cuarto es que Lucas usa el material peor que Mateo. Farrer responde que puede ser así, pero no sería el primer adaptador que produce un resultado menos hábil, la única cuestión es si sería adecuado para el mensaje de Lucas tener el material dispuesto de esta manera.
5. El argumento final es que Lucas no utiliza el material dentro de los mismos párrafos marcanos como Mateo. Farrer señala que Lucas los lleva fuera de un contexto marcano y los reproduce en otro lugar. En los capítulos 10-18, Lucas vuelve a ensamblar el material didáctico de una manera que mueve los puntos que él quiere hacer, a menudo emparejando de dichos que no habían sido emparejados juntos antes. Esto pudo haber producido un Deuteronomio cristiano, tal como se argumentó que el Evangelio de Mateo estaba bajo la forma de un Pentateuco cristiano.

### Argumentos a favor
En su obra de 1955, On Dispensing With Q, Austin Farrer construyó el caso de que si Lucas estuvo familiarizado con el Evangelio de Mateo, no habría ninguna necesidad de postular un perdido evangelio Q. El caso de Farrer descansaba sobre los siguientes puntos:
- La hipótesis de Q se originó para responder a la pregunta de como Mateo y Lucas consiguieron su material común si no sabían de sus evangelios individuales. Pero si Lucas hubiera leído Mateo, la cuestión que Q responde no existe.
- No tenemos ninguna evidencia de los primeros escritos cristianos que algún escrito de estilo Q existió.
- Cuando los estudiosos han tratado de reconstruir Q de los elementos comunes de Mateo y Lucas, el resultado no se ve como un evangelio.
  - Aunque muchos estudiosos pensaron originalmente a Q como un evangelio de dichos, una colección de enseñanzas sin ningún contenido narrativo, todas las presuntas reconstrucciones de Q de las partes comunes de Mateo y Lucas incluyen la narrativa de Juan el Bautista, el bautismo y la tentación de Jesús en el desierto, y la curación del siervo de un centurión.
  - Sin embargo, no incluyen un relato de la muerte y resurrección de Jesús.
  - Pero a partir de los primeros escritos cristianos, vemos un fuerte énfasis en precisamente el elemento que un Q putativo omite: la muerte y la resurrección de Jesús.
- Algunos estudiosos han tratado de superar los problemas con las reconstrucciones de Q afirmando que no podemos conocer el contenido real del Evangelio Q. Sin embargo, postulando el conocimiento de Lucas del Evangelio de Mateo se supera estos mismos problemas y brinda la fuente para el material común.

El argumento más notable por la hipótesis de Farrer es que hay muchos pasajes en el texto de Mateo y Lucas que concuerdan en hacer pequeños cambios en el de Marcos (lo que se llama la doble tradición). Esto sería una consecuencia natural si Lucas estaba usando Mateo y Marcos, pero es difícil de explicar si se está utilizando Marcos y Q. Streeter los divide en seis grupos y busca hipótesis separadas para cada uno. Farrer comenta que «este argumento encuentra su fuerza en la novedad de las instancias para las cuales es necesario invocar cualquier hipótesis, pero el abogado contrario tendrá que señalar poco amablemente que la disminución de los casos para cada hipótesis está en proporción exacta a la multiplicación de las propias hipótesis. No podemos decir que el motivo del Dr. Streeter es incapaz de ser sostenido, pero uno debe reconocer que se trata de un alegato contra la evidencia aparente».
Goodacre pone adelante un argumento adicional de la fatiga, es decir, los casos en que un pasaje derivado comienza a efectuar cambios en su origen pero falla para sostenerlos y decae de nuevo en la versión original. Por ejemplo, la parábola de los talentos es más coherente en Mateo, pero no tanto en Lucas, que intentó aumentar el número de servidores de tres a diez. Los varios casos en este punto se observa que Lucas utiliza Mateo en lugar de al revés.